# 甲賀五十三家
甲賀五十三家（こうかごじゅうさんけ）は、「鈎の陣」にて六角氏に味方した甲賀の地侍五十三家のことであり、後の甲賀流忍術の中心となった家々である。

## 概要
甲賀五十三家のうち、三雲、和田、隠岐、池田、青木、山中の諸家は大身で、六角氏の観音寺城の在番を務めた。各家名の後に同族集団の家名を付したものは甲賀二十一家を示すが、異なる家名を入れる場合もある。
1. 望月家 - 筆頭格。信濃国佐久郡望月の豪族、望月氏一族の一部が甲賀に移り住んだことから始まったともされる。一族の著名人物として望月出雲守・望月吉棟・望月兵太夫・望月与右衛門がいる。望月出雲守の旧居が甲賀流忍術屋敷として残る。
2. 山中家（柏木三家） - 著名人物として山中俊房・山中長俊・山中俊好・山中十太夫・山中俊定・山中俊正がいる。代々に渡って鈴鹿山警固役を務めた。
3. 伴家（柏木三家） - 大伴氏の末裔と言われている。鎌倉御家人の家柄で分家筋として大原家、上野家、喜多家がある。本拠地は伴中山城[1]。一族の著名人物として 伴長信・伴五兵衛がいる。
4. 美濃部家（柏木三家） - 菅原家の末裔と言われている。子孫を名乗る人物に 美濃部達吉・美濃部亮吉・美濃部洋次・古今亭志ん生・古今亭志ん朝・池波志乃・美濃部貞功・美濃部正・美濃部直彦・美濃部ゆう・美濃部達宏がいる。
5. 黒川家（北山九家） - 一族の著名人物として黒川与四郎がいる。黒川流。
6. 頓宮家（北山九家）
7. 大野家（北山九家）
8. 岩室家（北山九家）
9. 芥川家（北山九家） - 一族の著名人物として芥川七郎兵衛・芥川清右衛門・芥川九郎左衛門がいる。
10. 隠岐家（北山九家）
11. 佐治家（北山九家） - 一族の著名人物として佐治三郎がいる。
12. 神保家（北山九家）
13. 大河原家（北山九家）
14. 大原家（南山六家） - 一族の著名人物として篠山景春がいる。
15. 和田家（南山六家） - 一族の著名人物として和田惟政がいる。
16. 上野家（南山六家）
17. 高峰家（南山六家）
18. 池田家（南山六家）
19. 多喜(滝)家（南山六家） - 瀧家の一族であるとする説に中村一氏・多喜勘八・瀧飛騨守などがいる。
20. 鵜飼家（荘内三家）一族の著名人物として鵜飼孫六がいる。
21. 内貴家（荘内三家）
22. 服部家（荘内三家）
23. 小泉家
24. 倉治家（倉智・倉地)鈎の陣・倉智右近　笠森稲荷の倉智甚左衛門
25. 夏見家 - 一族の著名人物として夏見角助がいる。
26. 杉谷家 - 一族の著名人物として杉谷善住坊がいる。
27. 針家 − 一族の著名人物としてアニメ「忍たま乱太郎」に登場する潮江文次郎のモデルとなった針文次郎がいる。
28. 小川家
29. 大久保家
30. 上田家
31. 野田家
32. 岩根家 - 一族の著名人物として岩根勘兵衛・岩根甚左衛門がいる。
33. 新城家
34. 青木家
35. 宮島家
36. 杉山家
37. 葛城家
38. 三雲家 - 一族の著名人物として三雲成持・三雲成長がいる。
39. 牧村家
40. 八田家
41. 高野家
42. 上山家
43. 高山家 - 高山飛騨守と高山右近はこの高山家の出身とする説がある。
44. 守田家
45. 嶬峨家
46. 鳥居家
47. 平子家
48. 多羅尾家 - 多羅尾光俊(光弘)などを輩出。
49. 土山家
50. 山上家
51. 相場家 - 一族の著名人物として相場河内守（相場氏）がいる。
52. 長野家
53. 中山家

## 鈎の陣を題材とした作品
- 赤神諒『神遊の城』（講談社、2018年12月14日）ISBN 978-4065140253